# New Salem (Massachusetts)
New Salem – miasto w Stanach Zjednoczonych, w stanie Massachusetts, w hrabstwie Franklin.